# Бодров Олексій Семенович
Олексій Семенович Бодров (22 квітня 1917, Шилове, Всходський район, Смоленська область, РРФСР — 8 квітня 1997, Харків, Україна) — радянський військовик, учасник Німецько-радянської війни. Орденоносець. Викладач 

## Життєпис
Олексій Бодров народився 22 квітня 1917 року у селі Шилове, Всходський район, Смоленська область. За етнічним походженням росіянин.
На фронтах Німецько-радянської війни з грудня 1941 року, служив комісаром батальйону та пропагандистом полку на Південно-Західному, 1-му та 2-му Прибалтійських фронтах і на 3-му білоруському фронті.
Був членом КПРС[джерело?].
Працював викладачем в авіаційно-технічному училищі, а з 1972 року старшим викладачем Харківського юридичного інституту.
Помер Олексій Бодров 8 квітня 1997 року у Харкові.

## Нагороди
- Орден Вітчизняної війни I ступеня (06.04.1985)
- Орден Вітчизняної війни II ступеня (03.07.1944)
- орден Червоної зірки (12.09.1944, 30.12.1956)
- Медаль «За бойові заслуги» (20.06.1949)
- Медаль «За перемогу над Німеччиною у Великій Вітчизняній війні 1941—1945 рр.»
- Медаль «За перемогу над Японією» (30.09.1945)